# آكلة الأصباغ الدايغووية
آكلة الأصباغ الدايغووية (الاسم العلمي: Pigmentiphaga daeguensis) هي نوع من البكتيريا، سلبية الغرام، تتبع جنس الآكلات الأصباغ.